# Petricolaria stellae
Petricolaria stellae is een tweekleppigensoort uit de familie van de Veneridae. De wetenschappelijke naam van de soort is voor het eerst geldig gepubliceerd in 1975 door Narchi.